# العقربیه
العقربیة یک منطقهٔ مسکونی در سوریه است که در حمص واقع شده‌است.

## خصوصیات
العقربیة ۴٬۳۲۶ نفر جمعیت دارد.